# Simon Schouten
Simon Schouten (* 7. Dezember 1990 in Andijk) ist ein niederländischer Eisschnellläufer.

## Werdegang
Schouten debütierte im Eisschnelllauf-Weltcup zu Beginn der Saison 2017/18 in Stavanger und belegte dabei den 11. Platz im B-Weltcup über 10.000 m. Es folgten zwei Top-Zehn-Platzierungen im Massenstart. Dabei holte er in Minsk seinen ersten Weltcupsieg und errang zum Saisonende den vierten Platz im Massenstart-Weltcup. Bei den Europameisterschaften 2018 in Kolomna gewann er die Goldmedaille in der Teamverfolgung. Zudem wurde er dort Sechster über 5000 m und Vierter im Massenstart. In der Saison 2018/19 lief er beim Weltcup in Obihiro im Massenstart auf den zweiten Platz und in Salt Lake City auf den dritten Platz und erreichte damit den sechsten Platz im Massenstart-Weltcup.

## Persönliche Bestzeiten
- 500 m      38,33 s (aufgestellt am 12. Februar 2010 in Enschede)
- 1000 m    1:15,21 min (aufgestellt am 24. Januar 2009 in Heerenveen)
- 1500 m    1:48,63 min (aufgestellt am 15. Oktober 2017 in Inzell)
- 5000 m    6:16,76 min (aufgestellt am 10. Dezember 2017 in Salt Lake City)
- 10.000 m   13:03,86 min (aufgestellt am 4. November 2018 in Heerenveen)

## Weltcupsiege im Einzel
| Nr. | Datum         | Ort   | Disziplin   |
| --- | ------------- | ----- | ----------- |
| 1.  | 18. März 2018 | Minsk | Massenstart |